# Katharina Molitor
Katharina Molitor (ur. 8 listopada 1983 w Bedburgu) – niemiecka lekkoatletka specjalizująca się w rzucie oszczepem.
W 2008 roku uczestniczyła w igrzyskach olimpijskich w Pekinie gdzie zajęła 8. miejsce. Pierwszy sukces na arenie międzynarodowej odniosła w roku 2005, gdy wywalczyła srebrny medal młodzieżowych mistrzostw Europy. Reprezentantka Niemiec podczas pucharu Europy w rzutach. Medalistka mistrzostw kraju.
Rekord życiowy: 67,69 (30 sierpnia 2015, Pekin).

## Osiągnięcia
| Rok  | Impreza                                 | Miejsce               | Lokata            | Wynik |
| ---- | --------------------------------------- | --------------------- | ----------------- | ----- |
| 2005 | Młodzieżowe mistrzostwa Europy          | Erfurt                | 2. miejsce        | 57,01 |
| 2006 | Zimowy puchar Europy                    | Tel Awiw-Jafa         | 3. miejsce        | 54,89 |
| 2007 | Uniwersjada                             | Bangkok               | 6. miejsce        | 58,19 |
| 2008 | Zimowy puchar Europy                    | Split                 | 2. miejsce        | 58,26 |
| 2008 | Igrzyska olimpijskie                    | Pekin                 | 8. miejsce        | 59,64 |
| 2009 | Zimowy puchar Europy                    | Teneryfa              | 3. miejsce        | 59,75 |
| 2009 | Uniwersjada                             | Belgrad               | 4. miejsce        | 59,41 |
| 2010 | Mistrzostwa Europy                      | Barcelona             | 4. miejsce        | 63,81 |
| 2011 | Mistrzostwa świata                      | Daegu                 | 5. miejsce        | 64,32 |
| 2012 | Mistrzostwa Europy                      | Helsinki              | 5. miejsce        | 60,99 |
| 2012 | Igrzyska olimpijskie                    | Londyn                | 6. miejsce        | 62,89 |
| 2013 | Zimowy puchar Europy                    | Castellón de la Plana | 4. miejsce        | 59,73 |
| 2013 | Mistrzostwa świata                      | Moskwa                | el. – 13. miejsce | 60,32 |
| 2014 | Mistrzostwa Europy                      | Zurych                | 9. miejsce        | 58,00 |
| 2015 | Zimowy puchar Europy w rzutach          | Leiria                | 3. miejsce        | 62,08 |
| 2015 | Mistrzostwa świata                      | Pekin                 | 1. miejsce        | 67,69 |
| 2016 | Mistrzostwa Europy                      | Amsterdam             | 4. miejsce        | 63,20 |
| 2017 | Puchar Europy w rzutach                 | Las Palmas            | 5. miejsce        | 58,25 |
| 2017 | Superliga drużynowych mistrzostw Europy | Lille                 | 4. miejsce        | 60,71 |
| 2017 | Mistrzostwa świata                      | Londyn                | 7. miejsce        | 63,75 |
| 2018 | Puchar Europy w rzutach                 | Leiria                | 3. miejsce        | 59,80 |
| 2018 | Mistrzostwa Europy                      | Berlin                | el. – 15. miejsce | 58,00 |